# Rorippa
Genre
Classification APG III (2009)
Rorippa (les rorippes) est un genre de plantes à fleurs de la famille des Brassicaceae contenant environ 80 espèces endémiques d'Europe, d'Asie centrale, d'Afrique et d'Amérique du Nord. Les espèces de Rorippa sont des plantes annuelles à vivaces et ont habituellement des fleurs jaunes et une odeur poivrée.
Rorippa contenait auparavant plusieurs espèces de cresson de fontaine qui sont maintenant classées dans le genre Nasturtium. En particulier Rorippa nasturtium-aquaticum (maintenant Nasturtium officinale) et Rorippa microphylla (maintenant Nasturtium microphyllum) sont souvent cités à tort comme espèces de Rorippa.

## Étymologie
Selon Fournier, le mot Rorippa (qu'il orthographie Roripa), est un « nom fabriqué de toutes pièces par Scopoli et dépourvu de sens ».

## Liste d'espèces
Selon NCBI (27 sept. 2011) :
- Rorippa amphibia
- Rorippa anceps
- Rorippa armoracioides
- Rorippa austriaca
- Rorippa barbareifolia
- Rorippa brachycarpa
- Rorippa cantoniensis
- Rorippa cryptantha
- Rorippa curvipes
- Rorippa curvisiliqua
- Rorippa dictyosperma
- Rorippa divaricata
- Rorippa elata
- Rorippa erythrocaulis
- Rorippa eustylis
- Rorippa gambelii
- Rorippa gigantea
- Rorippa globosa
- Rorippa hybosperma
- Rorippa indica
- Rorippa islandica
- Rorippa laciniata
- Rorippa madagascariensis
- Rorippa nudiuscula
- Rorippa palustris
- Rorippa peekelii
- Rorippa philippiana
- Rorippa pyrenaica
- Rorippa sinuata
- Rorippa sylvestris

Selon ITIS (27 sept. 2011) :
- Rorippa alpina (S. Watson) Rydb.
- Rorippa amphibia (L.) Besser
- Rorippa aquatica (Eaton) E.J. Palmer & Steyerm.
- Rorippa austriaca (Crantz) Besser
- Rorippa barbareifolia (DC.) Kitag.
- Rorippa calycina (Engelm.) Rydb.
- Rorippa cantoniensis (Lour.) Ohwi
- Rorippa columbiae (S. Watson) Howell
- Rorippa crystallina Rollins
- Rorippa curvipes Greene
- Rorippa curvisiliqua (Hook.) Bessey ex Britton
- Rorippa dubia (Pers.) H. Hara
- Rorippa globosa (Turcz. ex Fisch. & C.A. Mey.) Hayek
- Rorippa indica (L.) Hiern.
- Rorippa intermedia (Kuntze) Stuckey
- Rorippa islandica (Oeder) Borbás
- Rorippa microtitis (B.L. Rob.) Rollins
- Rorippa palustris (L.) Besser
- Rorippa portoricensis (Spreng.) Stehlé
- Rorippa × prostrata (Bergeret) Schinz & Thell. (pro. sp.)
- Rorippa ramosa Rollins
- Rorippa sarmentosa (G. Forst. ex DC.) J.F. Macbr.
- Rorippa sessiliflora (Nutt.) Hitchc.
- Rorippa sinuata (Nutt.) Hitchc.
- Rorippa sphaerocarpa (A. Gray) Britton
- Rorippa subumbellata Rollins
- Rorippa sylvestris (L.) Besser
- Rorippa tenerrima Greene
- Rorippa teres (Michx.) Stuckey